# 国際カリカチュア協会
国際カリカチュア協会（こくさいカリカチュアきょうかい、英: International Society of Caricature Artists〈旧: National Caricaturist Network〉）は、カリカチュアアーティストの国際協会である。通称ISCA。主にカリカチュアの普及活動、大会の運営を行なっている。

## 国際大会ISCAcon
ISCAが毎年アメリカで開催しているカリカチュアの大会。一般的に似顔絵世界大会というとこの大会のことを指す。開催される州は毎年違い、2021年はラスベガスで30周年記念大会が開催され、日本の石原瞳がゴールデンノージーを獲得した。

## 優勝者（ゴールデンノージー）
ISCAconには様々な部門賞があり毎年変化している。中でもカリカチュアアーティストオブザイヤーは最も栄誉ある賞で、その年の最高のカリカチュアアーティストに贈られる賞であり、優勝者がゴールデンノージー、2位がシルバーノージー、3位がブロンズノージーと呼ばれ、鼻の形をしたトロフィーが贈られる。これまで日本人も多く受賞している。
【優勝者一覧】
- Dave Smith (1992)
- Kris Vincenio (1993)
- Eiichi Miyamoto (1994)
- Debbie Schafer (1995)
- Tomoko Ogawara (1996)
- Dave Washburn (1997)
- Tom Richmond (1998)
- Tom Richmond（英語版） (1999)
- Dino Casterline (2000)
- Stephen Silver（英語版） (2001)
- Paul Gaunt (2002)
- Joe Bluhm (2003)
- Roger Hurtado (2004)
- Court Jones (2005)
- Chris Rommel (2006)
- Kage Nakanishi (2007)
- Jason Seiler (2008)
- Glenn Ferguson (2009)
- Yuta Honma (2010)
- Tomokazu Tabata (2011)
- Taka Watanabe (2012)
- Kosuke Miyagi (2013)
- Toru Tanaka (2014)
- Grigor Eftimov (2015)
- Dai Tamura (2016)
- Manny Avetisyan (2017)
- Daniel Stieglitz (2018)
- Sebastian Martin (2019)
- Hitomi Ishihara (2021)
- Sebastian Martin （2022）